# 모두의 강연 가치 들어요
《모두의 강연 가치 들어요》는 대한민국의 MBN에 방송된 2020년 7월 14일부터 2020년 9월 15일까지 방영된 예능 텔레비전 프로그램이다.

## 기획 의도
우리 모두가 하루 듣고 싶었던 이야기로 단 하나의 강연 쇼 프로그램이다.

## 방송 일정
| 방송사 | 방송 기간                         | 방송 시간                       | 비고 |
| ------ | --------------------------------- | ------------------------------- | ---- |
| MBN    | 2020년 7월 14일 ~ 2020년 9월 15일 | 매주 화요일 밤 11시 ~ 12시 40분 |      |

## 출연진
- 김원희 - 진행자
- 김창옥
- 윤대현
- 김경옥
- 존 리

## 에피소드 목록
코로나19 방역지침에 의거하여 발열 체크, 마스크 착용, 손 소독제 사용, 출입자 명부 비치 등 방역수칙을 준수합니다.
| 회차 | 방송일   | 게스트                        | 비고 |
| ---- | -------- | ----------------------------- | ---- |
| 1회  | 7월 14일 | 김창옥, 김경일, 정태호        |      |
| 2회  | 7월 21일 | 김창옥, 존 리, 방은희, 정태호 |      |
| 3회  | 7월 28일 | 강칠구, 류지광, 윤대현        |      |
| 4회  | 8월 4일  | 박애리, 김민경, 이승윤        |      |
| 5회  | 8월 11일 | 김지윤, 박영진, 정태호        |      |
| 6회  | 8월 18일 | 이국종, 석해균                |      |
| 7회  | 8월 25일 | 민지영, 김창옥, 이도진        |      |
| 8회  | 9월 1일  | 김창옥, 김형석                |      |
| 9회  | 9월 8일  | 박영진, 박준영, 홍윤화        |      |
| 10회 | 9월 15일 | 김창옥, 김범준, 김하영        |      |